# Rețeaua europeană de cărări

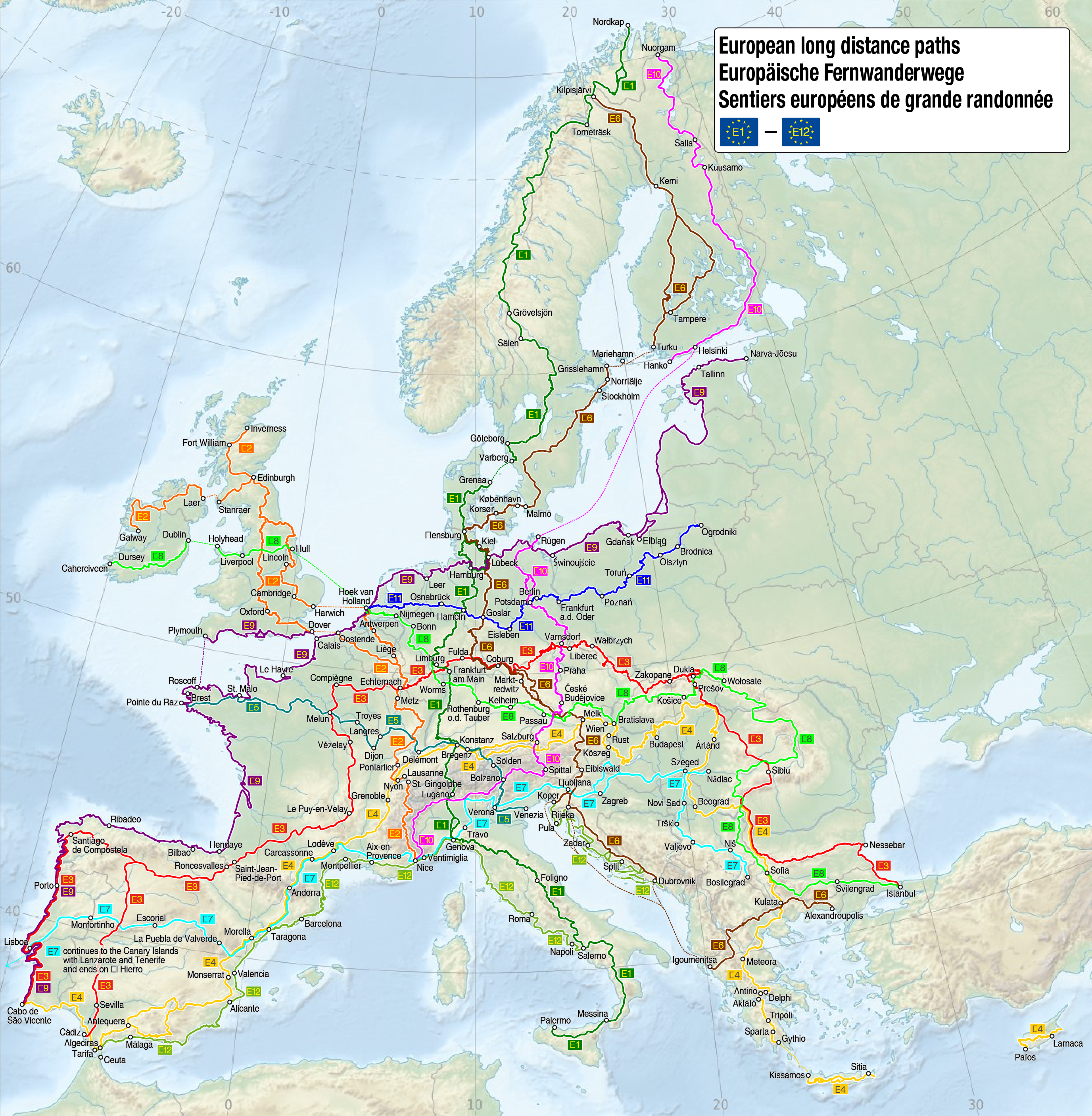
Harta rețelei europene de cărări.

Rețeaua europeană de cărări a fost creată sub egida Federației europene a plimbarii pedestre, (European Ramblers' Association, ERA). Obiectivul federației este crearea și întreținerea unei rețele de cărări transfrontaliere (cărările E). Există 11 cărări în curs de dezvoltare.
| Cărări europene | Parcurs | Balizaj |
| --------------- | --- | ------- |
| E1 (4900 km)    | Suedia, Danemarca, Germania, Elveția, Italia | Balizaj |
| E2 (4850 km)    | Marea Britanie, Olanda, Belgia, Franța |         |
| E3 (6950 km)    | Bulgaria, România (în curs de implementare), Ungaria, Slovacia, Polonia, Cehia, Germania, Luxemburg, Belgia, Franța, Spania | Balizaj |
| E4 (10450 km)   | Spania, Franța, Elveția, Germania, Austria, Ungaria, România (în curs de implementare), Bulgaria (în curs de realizare), Grecia, Cipru                                                                                              | Balizaj |
| E5 (3050 km)    | Franța (Capul Raz în Finistère, Munții Vosgi), Elveția (Lacul Constanța), Austria, Italia (Veneția) | Balizaj |
| E6 (5200 km)    | Finlanda, Suedia, Danemarca, Germania, Austria, Slovenia, Grecia | Balizaj |
| E7 (4330 km)    | Portugalia, Spania, Andora, Franța, Italia, Slovenia, Ungaria, România (în curs de implementare) |         |
| E8 (4390 km)    | Irlanda, Marea Britanie, Olanda, Germania, Austria, Slovacia, Polonia, Ucraina (în curs de realizare), România (în curs de realizare), Bulgaria (parțial realizată), Turcia (în curs de realizare)                                  |         |
| E9 (5000 km)    | Portugalia (în curs de realizare), Spania (în curs de realizare), Franța, Marea Britanie, Belgia, Olanda, Germania, Polonia, Rusia (în curs de realizare), Letonia (în curs de realizare), Lituania (în curs de realizare), Estonia |         |
| E10 (2880 km)   | Finlanda (în curs de realizare), Germania, Cehia, Austria, Italia, Franța (în curs de realizare), Spania (parțial realizată) | Balizaj |
| E11 (2070 km)   | Olanda, Germania, Polonia, Letonia (în curs de realizare), Lituania (în curs de realizare) |         |